# 十市新二郎
十市 新二郎（とおち/といち しんじろう）は、安土桃山時代から江戸時代初期にかけての武将。十市遠勝の婿養子。筒井家の伊賀移封後は1,000石を領したという。

## 略歴
布施氏出身で、はじめ布施二郎と名乗った。
十市氏では、永禄12年（1569年）に十市遠勝が死去すると、十市後室（遠勝の妻）が家督を相続し、その下で十市遠長が一族を束ねる体制となっていた。遠勝の死後、家中は松永派と筒井派に分かれ、まとまっていなかったとされる。天正3年（1575年）7月、遠勝の娘のおなへが松永久通に嫁いだが、天正5年（1577年）、松永氏は織田信長に背いて滅亡し、おなへは十市後室のもとへと戻っていた。また、天正3年（1575年）5月、十市氏の知行は十市郷の三分の一に減じられており、そのうち半分を領した十市遠長が天正4年（1576年）に追放された結果、十市氏の給分は旧領の六分の一となっていた。天正6年（1578年）9月の指出検地では、十市後室分として1,350石が挙げられている。
天正7年（1579年）2月、正嫡のいなかった十市氏に布施二郎が養子として迎えられた。十市新二郎と名を改めた二郎は、おなへと婚姻し、十市氏の家督を継いだ。
布施氏は、布施左京進が筒井順慶の姉妹を妻としており、筒井氏の親類衆であった。十市氏に入った新二郎も家督相続のあいさつを初めに筒井順慶にしており、筒井氏の親類衆という立場にあったとみられる。
天正8年（1580年）12月、おなへとの間に第一子となる女子が生まれ、天正10年（1582年）6月に、嫡男が誕生している。この時、多聞院英俊から樽一荷、餅50、こぶ10を送られている。天正13年（1585年）には次男・藤満が生まれ、文禄3年（1594年）、10歳になった藤満は蓮成院に入寺している。
天正12年（1584年）8月に筒井順慶が死去し、養子の定次が跡を継いだ。同年10月に行われた順慶の葬儀で、新二郎は天蓋役を務めており、筒井氏の親類衆でも中心的な地位を占めていたとみられる。
翌天正13年（1585年）閏8月、筒井定次は伊賀へと転封となり、新二郎はそれに従って伊賀へ移った。この際、おなへは伊賀に同行せず、子や筒井後室（筒井順昭の妻）とともに京に上っている。天正14年（1586年）10月、おなへは加茂へと移り、天正16年（1588年）10月、伊賀の新二郎のもとに移った。
天正15年（1587年）2月、豊臣秀吉の島津攻め（九州平定）に従って主君・定次が出陣した際、新二郎は城番を務めた。
慶長13年（1608年）、筒井定次は改易となり、新二郎は浪人となった。この後の新二郎については不明だが、一説では帰農し、上田氏を称したとされる。